# Саркомер

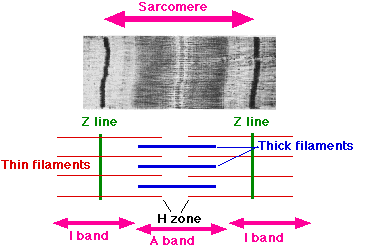
Саркомер

Саркомер — базовая сократительная единица поперечнополосатых мышц, представляющая собой комплекс нескольких белков, состоящий из трёх разных систем волокон. Из саркомеров состоят миофибриллы.

## Описание
Саркомер — это участок миофибриллы между двумя соседними Z-линиями, структурно-функциональная единица поперечнополосатой мышечной ткани и других ее составляющих компонентов. К каждой Z-линии крепятся актиновые филаменты, а в центральной части саркомера располагаются миозиновые фибриллы. Согласно теории скольжения Хаксли, предложенной в 1957 году, мышечное сокращение происходит за счёт вхождения нитей актина между нитями миозина.